# Colladonus eburata
Colladonus eburata är en insektsart som beskrevs av Van Duzee 1889. Colladonus eburata ingår i släktet Colladonus och familjen dvärgstritar. Inga underarter finns listade i Catalogue of Life.